# Belyj pudel
Belyj pudel (russisk: Белый пудель) er en sovjetisk spillefilm fra 1956 af Marianna Rosjal-Strojeva og Vladimir Sjredel.

## Medvirkende
- Viktor Koltsov som Lodizjkin
- Vladimir Poljakov som Sergej
- Natalja Gitserot som Ms. Oboljaninova
- Aleksandr Antonov
- Georgij Milljar som Ivan